# Лело сарасенси
Рагби клуб Лело сарасенси је грузијски рагби јунион (рагби 15) клуб из Тбилсија и филијала је енглеског клуба "Сараценс". Основан је 1969, а до сада је освојио 6 трофеја.

## Успеси
Првенство Грузије у рагбију - 3
2004, 2009, 2013
Куп Грузије у рагбију - 3 
2008, 2009, 2010